# Силба (Задар)
Силба (хорв. Silba) — населений пункт у Хорватії, в Задарській жупанії у складі міста Задар.

## Населення
Населення за даними перепису 2011 року становило 292 осіб.
Динаміка чисельності населення поселення:

## Клімат
Середня річна температура становить 15,49 °C, середня максимальна – 26,37 °C, а середня мінімальна – 4,45 °C. Середня річна кількість опадів – 885 мм.
| Клімат поселення                              | Клімат поселення | Клімат поселення | Клімат поселення | Клімат поселення | Клімат поселення | Клімат поселення | Клімат поселення | Клімат поселення | Клімат поселення | Клімат поселення | Клімат поселення | Клімат поселення | Клімат поселення |
| Показник                                      | Січ.             | Лют.             | Бер.             | Квіт.            | Трав.            | Черв.            | Лип.             | Серп.            | Вер.             | Жовт.            | Лист.            | Груд.            |                  |
| Середній максимум, °C                         | 11,69            | 11,64            | 13,21            | 16,22            | 21,16            | 25,71            | 26,37            | 26,09            | 21,85            | 18,56            | 14,68            | 11,35            |                  |
| Середня температура, °C                       | 8,10             | 8,04             | 9,62             | 12,62            | 17,56            | 22,12            | 24,52            | 24,25            | 19,99            | 16,69            | 12,82            | 9,49             |                  |
| Середній мінімум, °C                          | 4,54             | 4,45             | 6,04             | 9,03             | 13,96            | 18,54            | 22,68            | 22,40            | 18,14            | 14,84            | 10,96            | 7,64             |                  |
| Норма опадів, мм                              | 75               | 62               | 62               | 65               | 60               | 59               | 32               | 54               | 100              | 111              | 112              | 93               |                  |
| Середньомісячна швидкість вітру, м/с          | 3.01             | 3.20             | 3.30             | 3.10             | 2.74             | 2.60             | 2.60             | 2.50             | 2.70             | 2.90             | 3.42             | 3.29             |                  |
| Середньомісячна сонячна радіація, кДж/м²·день | 4807             | 7610             | 11250            | 16038            | 20583            | 22571            | 24240            | 20928            | 15250            | 9793             | 5298             | 4084             |                  |
| --------------------------------------------- | ---------------- | ---------------- | ---------------- | ---------------- | ---------------- | ---------------- | ---------------- | ---------------- | ---------------- | ---------------- | ---------------- | ---------------- | ---------------- |
| Джерело:                                      |                  |                  |                  |                  |                  |                  |                  |                  |                  |                  |                  |                  |                  |